# Teoria frustracji-agresji
Teoria frustracji-agresji (hipoteza agresji frustracyjnej) – teoria, według której zachowania agresywne są poprzedzone przez frustrację. W pierwotnej swojej wersji (sformułowanej przez Johna Dollarda w 1939 i rozwijanej przez Dollarda i Neala Millera) teorii każda frustracja prowadziła do agresji (lub podnosiła gotowość do zachowania agresywnego) i każda agresja poprzedzona była przez jakiś rodzaj frustracji.
Siła frustracji (a w związku z tym gotowość do i siła zachowań agresywnych) może być modyfikowana przez różne czynniki:
- Frustracja jest silniejsza, gdy cel, do którego dążymy, jest blisko i nie udaje się nam go osiągnąć (np. ludzie są bardziej zagniewani, gdy ktoś wpycha się im w kolejkę, kiedy stoją tuż przy okienku, niż wtedy, gdy są na końcu ogonka).
- Frustracja jest silniejsza, gdy cel, który nam umyka, ma dla nas dużą wartość, a oczekiwania co do niego są wysokie (np. bardzo nam zależy na czymś, wkładamy wiele wysiłku w osiągnięcie tego i nie udaje się nam).
- Frustracja jest silniejsza, gdy przeszkoda realizacji potrzeby jest nieoczekiwana, nagła, niewyjaśniona i niezrozumiała (między innymi dlatego dzieci bardzo się złoszczą, gdy zakazy, jakie się im daje, nie są uzasadnianie lub słyszą „Nie, bo nie”).
- Frustrację należy odróżnić od deprywacji.

Czynniki sprzyjające wystąpieniu agresji to: bieda i bezrobocie (jest to jeden ze sposobów tłumaczenia związku między przestępczością a bezrobociem i biedą), ból (np. ból miesiączkowy, ból zęba, choroby mogą podnosić poziom irytacji i gotowość do agresji), przegęszczenie (tak między innymi tłumaczy się fakt, że w dużych miastach i bardzo przegęszczonych dzielnicach jest więcej przestępczości niż w małych miasteczkach i na wsiach), temperatura powietrza (tak próbuje się wytłumaczyć to, że kultury południowe są bardziej agresywne niż północne, w gorących pomieszczeniach ludzie zachowują się bardziej agresywnie, w gorące dni jest więcej demonstracji) itd.

## Współczesne ustalenia
- Dzisiaj wiadomo, że frustracja może prowadzić do wielu różnych konsekwencji. Pierwszym odruchem, jaki pojawia się w odpowiedzi na frustrację, jest próba jej usunięcia, ominięcia i mobilizowania wysiłków do osiągnięcia celu. Dopiero gdy to się nie udaje, pojawiają się takie reakcje, jak: agresja, apatia, regresja i fiksacja.

- Oczywiste jest także, że nie każda frustracja prowadzi do zachowań agresywnych. Jeśli agresor jest arbitralny i jego zachowanie jest interpretowane jako bezinteresowna złośliwość, to agresja pojawia się bardzo często jako odwet. Jednak w pewnych warunkach frustracja, którą przeżywamy, wydaje się nam czymś uzasadniona i wtedy nie wywołuje skłonności do agresji. Na przykład zmęczona matka, jeśli zostanie obudzona w nocy przez płaczące dziecko, które wymiotuje, nie jest zwykle na nie zła ani agresywna.

### Teoria Berkowitza
Istotnej modyfikacji teorii frustracji-agresji dokonał psycholog amerykański Leonard Berkowitz (lata 60.). Według niego schemat Dollarda i Millera jest uproszczeniem. Frustracja, zdaniem Berkowitza, wywołuje gniew – emocję specyficzną dla agresji. Gniew zaś podwyższa gotowość do zachowań agresywnych, ale nie prowadzi automatycznie do agresji. Aby agresja się pojawiła, musi wystąpić dostrzeżenie w sytuacji sygnałów wywołujących zachowania agresywne. Takimi sygnałami są bodźce kojarzone z wcześniej przeżywanym gniewem lub zachowaniem agresywnym. 
Stan gotowości do zachowań agresywnych może być wywołany nie tylko przez frustracje, może go także – zdaniem Berkowitza – wywołać utrwalony nawyk reagowania agresywnego. O nasileniu zachowań agresywnych decydować będzie:
- nasilenie gniewu wywołanego frustracją bądź siłą nawyku reagowania agresywnego;
- siła bodźców sytuacyjnych – sygnałów bezpośrednio wywołujące zachowanie agresywne.

Ostatecznie w teorii tej twierdzi się, że aby agresja się pojawiła, muszą być spełnione dwa warunki: musi się pojawić frustracja oraz muszą być obecne bodźce skojarzone z agresją (lub musi być wytworzony silny nawyk zachowania agresywnego).
Godne podkreślenia w teorii Berkowitza jest to, że stan gotowości do zachowań agresywnych nie prowadzi w sposób bezpośredni do zachowania. Po drugie, Berkowitz podkreśla znaczenie czynników sytuacyjnych, w tym – co jest szczególnie ważne – nawyku agresywnego zachowania. 
Dalsze badania skłoniły jednak autora do wycofania się z kategorycznego twierdzenia o tym, że konieczne są dwa czynniki do wywołania agresji: frustracja i odpowiedni bodziec.